# Halichondria cylindrata
Halichondria cylindrata är en svampdjursart som beskrevs av Tanita och Kazuo Hoshino 1989. Halichondria cylindrata ingår i släktet Halichondria och familjen Halichondriidae. Inga underarter finns listade i Catalogue of Life.